# Sergej Tsjernetski
Sergej Vitaljevitsj Tsjernetski (Russisch: Сергей Витальевич Чернецкий; Sertolovo, 9 april 1990) is een Russisch wielrenner. Bij de beloften werd hij tweemaal Russisch kampioen ploegenachtervolging op de baan.
In de wegwedstrijd op de Olympische Spelen in Rio de Janeiro eindigde Tsjernetski op plek 31, op ruim negenenhalve minuut van winnaar Greg Van Avermaet.

## Palmares

### Overwinningen
2012
2e etappe Ronde van de Isard
6e etappe Ronde van de Aostavallei
2013
1e etappe deel B Internationale Wielerweek (ploegentijdrit)
1e en 3e etappe (ploegentijdrit) Tour des Fjords
Eind-, punten- en jongerenklassement klassement Tour des Fjords
2015
6e etappe Ronde van Catalonië
2016
 Russisch kampioen tijdrijden, Elite
2018
Eindklassement Arctic Race of Norway

### Resultaten in voornaamste wedstrijden
| Jaar | Ronde van Italië | Ronde van Frankrijk | Ronde van Spanje |
| ---- | ---------------- | ------------------- | ---------------- |
| 2013 |                  |                     |                  |
| 2014 |                  |                     | 113e             |
| 2015 | 114e             |                     |                  |
| 2016 |                  |                     |                  |
| 2017 |                  |                     | 94e              |
| 2018 |                  |                     |                  |
| 2019 |                  |                     | 111e             |
| 2020 |                  |                     |                  |
| 2021 |                  |                     |                  |

| Jaar | Amstel Gold Race | Luik-Bast.‑Luik | Ronde van Lombardije | Waalse Pijl | Clásica San Sebastián |  | WK op de weg |  | Wereldranglijsten |
| ---- | ---------------- | --------------- | -------------------- | ----------- | --------------------- |  | ------------ |  | ----------------- |
| 2013 |                  |                 | opgave               |             |                       |  | 43e          |  |                   |
| 2014 | opgave           |                 |                      |             |                       |  | 50e          |  | 85e (UWT)         |
| 2015 |                  |                 |                      |             |                       |  | 95e          |  | 150e (UWT)        |
| 2016 | 82e              |                 |                      | 99e         | 34e                   |  |              |  | 164e (UWT)        |
| 2017 |                  |                 | 10e                  |             | 14e                   |  | 18e          |  | 144e (UWT)        |
| 2018 |                  |                 | 21e                  |             |                       |  | 25e          |  |                   |
| 2019 |                  |                 |                      |             | 28e                   |  | opgave       |  |                   |
| 2020 |                  |                 | 47e                  |             |                       |  | 75e          |  |                   |
| 2021 | 90e              | 90e             |                      | 69e         |                       |  | opgave       |  |                   |

### Resultaten in kleinere rondes
| Jaar | Parijs-Nice | Tirreno-Adriatico | Ronde van Catalonië | Ronde van het Baskenland | Ronde van Romandië | Critérium du Dauphiné | Ronde van Zwitserland | Ronde van Polen | Ronde van Peking/Guangxi |
| ---- | ----------- | ----------------- | ------------------- | ------------------------ | ------------------ | --------------------- | --------------------- | --------------- | ------------------------ |
| 2013 |             |                   |                     | 62e                      |                    | 62e                   |                       | 18e             |                          |
| 2014 | 56e         |                   |                     | 33e                      | 39e                |                       | 25e                   | 52e             | 5e                       |
| 2015 | 37e         |                   | 40e (1)             |                          | 79e                |                       |                       | 81e             |                          |
| 2016 |             | 46e               |                     | 55e                      |                    |                       | 10e                   | 23e             |                          |
| 2017 |             |                   | 23e                 | 21e                      | 48e                | 77e                   |                       |                 |                          |
| 2018 |             |                   | 50e                 | opgave                   |                    | 35e                   |                       | 17e             | ↑                        |

(*) tussen haakjes aantal individuele etappe-overwinningen

## Ploegen
- 2012 –  Itera-Katjoesja
- 2013 –  Katjoesja
- 2014 –  Team Katjoesja
- 2015 –  Team Katjoesja
- 2016 –  Team Katjoesja
- 2017 –  Astana Pro Team
- 2018 –  Astana Pro Team
- 2019 –  Caja Rural-Seguros RGA
- 2020 –  Gazprom-RusVelo
- 2021 –  Gazprom-RusVelo
- 2022 –  Gazprom-RusVelo

Belkov · 
Broett · 
Caruso ·
Florencio ·
Goesev ·
Haller · 
Ignatenko · 
Ignatjev · 
Isajtsjev ·
Koetsjynski ·
Koeznetsov ·
Kolobnev ·
Kozontsjoek ·
Kristoff ·
Kritski ·
Losada · 
Mensjov (tot 19/05) ·
Moreno ·   
Paolini · 
Porsev ·  
Rodríguez · 
Selig ·
Smukulis · 
Špilak · 
Tsatevitsj · 
Tsjernetski ·
Trofimov ·
Vicioso · 
Vorganov ·
Vorobjov ·
Antonov (stagiair) ·
Razoemov (stagiair) ·
Nikolajev (stagiair) 
Belkov · Broett · Caruso · Goesev · Haller · Ignatenko · Ignatjev · Isajtsjev · Koetsjynski · Koeznetsov · Kolobnev · Kotsjetkov · Kozontsjoek · Kristoff · Losada · Moreno · Paolini · Porsev · Rodríguez · Rybakov · Selig · Silin · Smukulis ·  Špilak · Trofimov · Tsatevitsj · Tsjernetski · Vicioso · Vorganov · Vorobjov · Bystrøm (stagiair)
Belkov · Bystrøm · Caruso · Guarnieri · Haller · Isajtsjev · Koeznetsov · Kolobnev · Kotsjetkov · Kozontsjoek · Kristoff · Lagoetin · Losada · Machado · Moreno · Paolini · Porsev · Rodríguez · Selig · Silin · Smukulis ·  Špilak · Trofimov · Tsatevitsj · Tsjernetski · Vicioso · Vorganov · Vorobjov · Zakarin · Politt (stagiair) · Restrepo (stagiair)
Belkov · Bystrøm · Guarnieri · Haller · Isajtsjev · Koeznetsov · Kotsjetkov · Kozontsjoek · Kristoff · Lagoetin · Losada · Machado · Mamykin · Mørkøv · Politt · Porsev · Restrepo · Rodríguez · Silin · Špilak · Taaramäe · Tsatevitsj · Tsjernetski · Van den Broeck · Vicioso · Vorganov · Vorobjov · Zakarin · Maes (stagiair)
Aru · Bilbao · Bïjigitov · Breschel · Cataldo · De Vreese · Fominykh · Fuglsang · Gatto · Groezdev · Hansen · Hryvko · Kamışev · Kangert · Korsæth · Loetsenko · López · Minali · Moser · Qojatajev · Sánchez · Scarponi · Stalnov · Tiralongo · Tlewbajev · Tsjernetski · Valgren · Zacharov · Zejts · Gïdïç (stagiair) · Lauk (stagiair)
Bilbao · Bïjigitov · Cataldo · Cort · De Vreese · Fominykh · Fraile · Fuglsang · Gatto · Gïdïç · Groezdev · Hansen · Hirt · Houle · Hryvko · Kangert · Korsæth · Loetsenko · López · Minali · Moser · Qojatajev · Sánchez · Stalnov · Tlewbajev · Tsjernetski · Valgren · Villella · Zacharov · Zejts
Aberasturi · Amezqueta · Aranburu · Banaszek · Cañellas · Cepeda · Tsjernetski · Cuadros · Gonçalves · González · Irisarri · Lastra · Malucelli · Molina · Mora · Moreira · Nicolau · Pardilla · Rodríguez · Serrano · Soto · Lazkano (stagiair) · Martín (stagiair) · Pascual (stagiair)
Bojev · Canola · D. Cima · I. Cima · Koelikov · Koelikovski · Koerjanov · Koezmin · Koeznetsov · Nekrasov · Nytsj · Rikoenov · Rovny · Rybalkin · Scaroni · Sjaloenov · Strachov · Tsjerkasov · Tsjernetski · Velasco · Karaljok (stagiair)
Bojev · Canola · D. Cima · I. Cima · Kotsjetkov · Kreuziger · Koezmin · Koeznetsov · Nekrasov · Nytsj · Rikoenov · Rovny · Scaroni · Sjaloenov · Strachov · Tsjerkasov · Tsjernetski · Vacek · Velasco · Zakarin · Dversnes (stagiair) · Lucca (stagiair) · Lunder (stagiair)
Canola · Carboni · Conci · Díaz · Fedeli · Kotsjetkov · Kukrle · Lunder · Malucelli · Nekrasov · Nytsj · Piccolo · Rikoenov · Rivera · Rovny · Scaroni · Strachov · Tsjerkasov · Tsjernetski · Vacek · Zakarin